# Xiaomi Mi 4
Lo Xiaomi Mi 4 (Cinese: 小米手机4) è uno smartphone prodotto da Xiaomi Tech. È un dispositivo di fascia alta, ed è stato distribuito nell'agosto 2014. È stato presentato al Xiaomi New Product Launch Event 2014  assieme allo Xiaomi MiBand che si è tenuto il 22 luglio 2014.
Il Mi 4 è una versione altamente rinnovata del suo predecessore, lo Xiaomi Mi3. Il telefono ha un design molto diverso rispetto al predecessore. Il dispositivo è stato presentato al pubblico alcune settimane prima del rilascio della MIUI 6, che è stata introdotta a fine agosto 2014.
Le critiche sono state maggiormente positive, anche se non è mancata una parte di feedback negativi a causa della sua somiglianza (nella cornice metallica perimetrale) ai dispositivi di Casa Apple come iPhone 5 e 5s.

## Varianti
Xiaomi Mi 4i, Xiaomi Mi 4c, Xiaomi Mi 4s.

## Caratteristiche

### Sistema operativo e software
Lo Xiaomi Mi 4 nasce con la MIUI 5, aggiornabile alla 8. La MIUI è basata sul concetto di manipolazione diretta, con gesti multi-touch. La ROM dispone un programma di aggiornamento che permette di aggiornare il dispositivo.

### Windows 10
Nel mese di marzo 2015, è stato annunciato che gli utenti del Mi 4 avrebbero ricevuto una ROM porting di Windows 10 in versione mobile del sistema operativo.

### Hardware
Lo Xiaomi Mi 4 è alimentato da un Qualcomm Snapdragon 801 (MSM8974-AC), quad-core a 2,5 GHz Krait 400. La scheda video è una Adreno 330. Il telefono include una batteria di 3080 mAh, che fornisce 280 ore in standby. Viene fornita una fotocamera principale da 13 megapixel e una fotocamera facciale da 8 megapixel. È stata pubblicata anche una versione con 64 GB di memoria interna.